# David de Gea
David de Gea Quintana (anhörenⓘ) [daˈβið ðe ˈxe.a kinˈtana] (* 7. November 1990 in Madrid) ist ein spanischer Fußballtorwart. Er spielte von 2011 bis Sommer 2023 für Manchester United sowie seit 2014 für die spanische Nationalmannschaft. Seit August 2024 steht er bei der AC Florenz unter Vertrag.

## Karriere

### Verein
Der Torhüter de Gea begann seine Profikarriere 2009 bei Atlético Madrid, für die er am 30. September 2009 beim Champions-League-Spiel gegen den FC Porto debütierte, nachdem der damalige Stammtorwart Atléticos Sergio Asenjo und Ersatztorhüter Roberto ausgefallen waren. Nach guten Leistungen erspielte er sich einen Stammplatz in Atléticos Elf. Dabei hatte er den im Sommer 2009 von Real Valladolid verpflichteten Sergio Asenjo verdrängt. Dies brachte ihm im Februar 2010 einen neuen Vertrag bis 2013. Nach zwei Jahren in Madrid verließ de Gea im Sommer 2011 Atlético und wechselte bis 2016 zum englischen Rekordmeister Manchester United. Bei United ist de Gea Nachfolger des Niederländers Edwin van der Sar, der seine Karriere beendet hatte. Nach anfänglichen Schwierigkeiten und Anpassungsproblemen stabilisierte sich de Gea und wurde Stammtorwart.
In der Sommertransferperiode 2015 stand de Gea ein Jahr vor seinem Vertragsende vor einem Wechsel zu Real Madrid. Während der Verhandlungen nahm ihn Trainer Louis van Gaal aus dem Tor und zog ihm Sergio Romero vor. Am letzten Tag der Transferperiode bestand Einigung, dass de Gea im Tausch mit Keylor Navas nach Madrid wechseln sollte. Der Wechsel scheiterte allerdings, da die erforderlichen Unterlagen zu spät beim spanischen Verband eingingen. Am 11. September 2015 verlängerte de Gea seinen Vertrag bei Manchester United bis zum 30. Juni 2019 mit einer Option auf eine weitere Spielzeit.
Sein Vertrag bei den Red Devils lief bis 30. Juni 2023, woraufhin er den Verein verließ.
Im August 2024 wechselte er nach einjähriger Vereinslosigkeit nach Italien zur AC Florenz.

### Nationalmannschaft
David de Gea durchlief seit der U-17, mit der er 2007 unter Trainer Juan Santisteban in Belgien U-17-Europameister wurde, die spanischen Jugendnationalmannschaften. Mit der U-21-Auswahl nahm er an der Europameisterschaft 2011 in Dänemark teil. Als Stammkeeper bestritt er alle Partien seiner Mannschaft und gewann mit ihr das EM-Turnier.
Am 10. Mai 2010, also ein Jahr zuvor, wurde de Gea von Vicente del Bosque für den erweiterten Kader der spanischen Nationalmannschaft zur Fußball-Weltmeisterschaft 2010 in Südafrika nominiert, jedoch nicht für den endgültigen Kader.
Sein erstes Länderspiel für Spanien absolvierte de Gea am 8. Juni 2014 bei einem 2:0-Sieg im Testspiel gegen El Salvador, als er sieben Minuten vor Spielende für Iker Casillas eingewechselt wurde. Für die Weltmeisterschaft 2014 wurde er als Ersatztorhüter nominiert. De Gea schied mit Spanien in der Vorrunde aus, ohne zum Einsatz gekommen zu sein.
Bei der Europameisterschaft 2016 in Frankreich wurde er in das Aufgebot Spaniens aufgenommen. Bereits in drei der zehn Qualifikationsspiele war er anstelle von Torwartlegende Casillas zum Einsatz gekommen und auch das letzte Vorbereitungsspiel hatte er bestritten. Bis zum Turnierbeginn war die Position der Nummer 1 offen, dann entschied sich Trainer del Bosque für de Gea, der bei allen Turnierspielen im Tor stand. Im Achtelfinale, der 0:2-Niederlage gegen Italien, führte eine schwache Freistoßabwehr von ihm zum 0:1-Rückstand, danach hielt er zwar sein Team mit guten Paraden lange im Spiel, am Ende schied Spanien mit 0:2 aus.

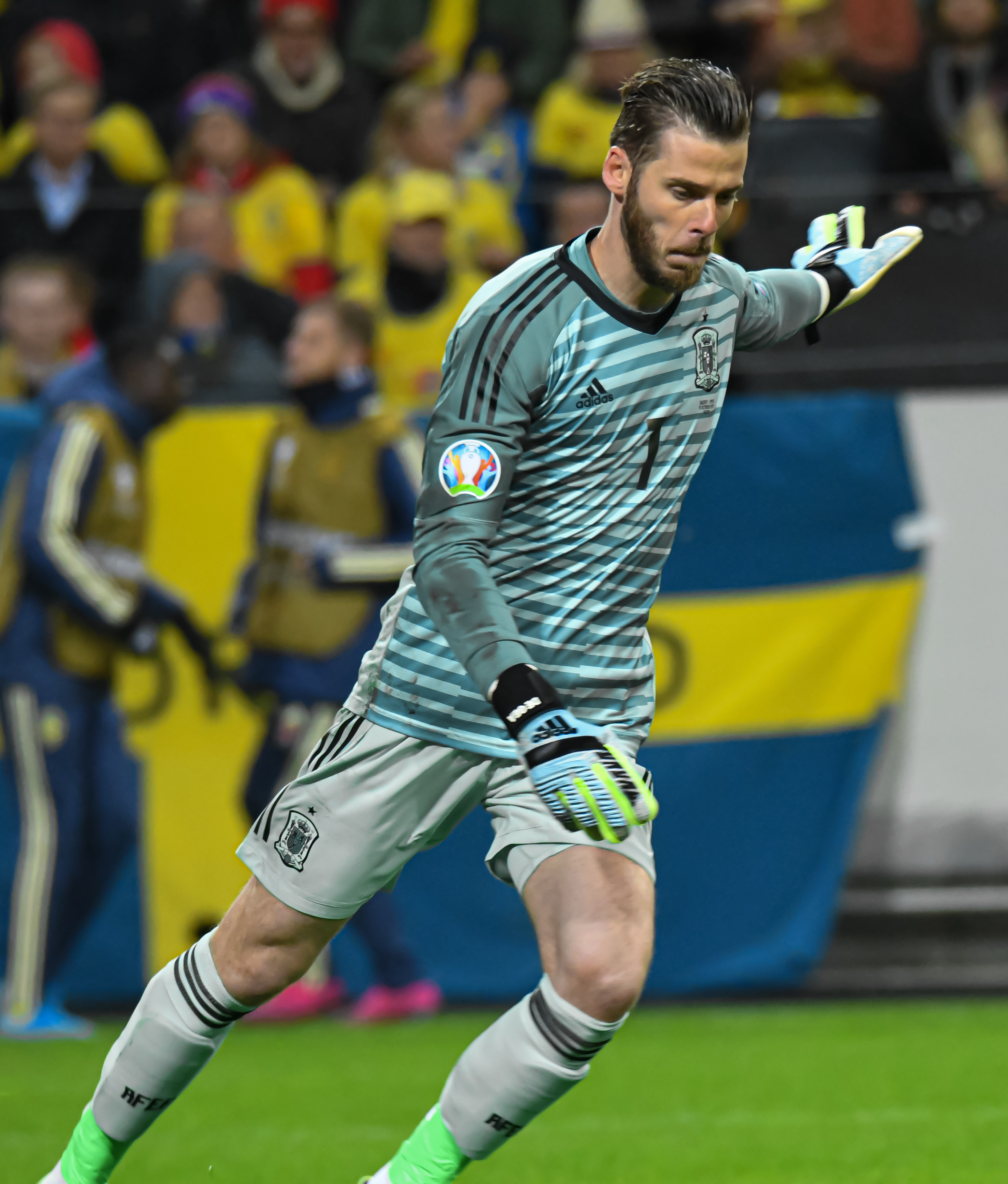
David de Gea im Nationaltrikot (2019)

Bei der Weltmeisterschaft 2018 in Russland gehörte er zum spanischen Aufgebot. Im Auftaktspiel, dem 3:3-Unentschieden gegen Portugal, patzte de Gea beim zwischenzeitlichen 1:2, als er den Schuss von Cristiano Ronaldo nicht festhalten konnte. Am 1. Juli 2018 konnte de Gea seine Spanier gegen den Gastgeber nicht retten, als es nach 120 Minuten ins Elfmeterschießen ging; Russland gewann im Elfmeterschießen mit 4:3 und Spanien schied aus dem Turnier. De Gea beendete das Turnier mit sechs Gegentoren bei sieben Schüssen auf sein Tor. Er zeigte nur eine Parade, weniger als jeder andere Torhüter mit mindestens drei Einsätzen bei einer WM seit 1966.
Bei der Europameisterschaft 2021 stand er im spanischen Aufgebot, das im Halbfinale gegen Italien ausschied.

## Titel und Auszeichnungen

### Vereine
International
- Europa-League-Sieger: 2010 (Atlético Madrid), 2017 (Manchester United)
- UEFA-Super-Cup-Sieger: 2010

England
- Englischer Meister: 2013
- Englischer Pokalsieger: 2016
- Englischer Ligapokalsieger: 2017, 2023
- Englischer Supercupsieger: 2011, 2013, 2016

### Nationalmannschaft
- U21-Europameister: 2011, 2013
- U17-Europameister: 2007

### Auszeichnungen
- Sir Matt Busby Spieler des Jahres: 2014, 2015, 2016, 2018
- PFA Team of the Year: 2013, 2015, 2016, 2017, 2018 (alle Premier League)
- Premier League, Goldener Handschuh: 2018, 2023[16]

## Persönliches
De Geas Lebensgefährtin Edurne Garcia nahm 2015 am Eurovision Song Contest 2015 in Wien teil.